# Чан-Кент, Шеннон
Шеннон Чан-Кент (англ. Shannon Chan-Kent; род. 23 сентября 1988 года) — канадская актриса, певица и актёр озвучивания.
Озвучивает пение Пинки Пай и голос Силвер Спун в мультсериале Дружба — это чудо. Также она дублировала на английский язык Мису Аманэ из аниме Тетрадь смерти и Трикси в сериале Слагтерра.
В дополнение к её голос актерской карьере, она также является оперной певицей (сопрано), окончив со степенью бакалавра и степени магистра в области оперы в Университете Британской Колумбии. Шеннон участвовала в Ванкуверском митрополит оркестре, и также в местных театральных постановках.

## Избранная фильмография
| Год  |   | Русское название | Оригинальное название | Роль      |
| ---- | - | ---------------- | --------------------- | --------- |
| 2017 | с | Мотель Бейтс     | Bates Motel           | фармацевт |

## Награды и номинации
| Год  | Награда                        | Категория                                                                                  | Работа                              | Результат |
| ---- | ------------------------------ | ------------------------------------------------------------------------------------------ | ----------------------------------- | --------- |
| 2013 | Leo Awards                     | Best Performance in an Animation Program or Series                                         | Slugterra                           | Номинация |
| 2014 | Behind the Voice Actors Awards | Best Vocal Ensemble in an Anime Television Series/OVA                                      | Black Lagoon: Roberta’s Blood Trail | Номинация |
| 2015 | Behind the Voice Actors Awards | Best Female Vocal Performance in a Television Series in a Supporting Role — Comedy/Musical | Littlest Pet Shop                   | Номинация |